# راؤول بروكوبيو
راؤول بروكوبيو (بالإسبانية: Raúl Procopio Baizán)‏ هو لاعب كرة قدم إسباني في مركز الدفاع، ولد في 10 يوليو 1968 في قادس في إسبانيا. لعب مع نادي قادش.